# Гиднеллум
Гидне́ллум (лат. Hydnellum) — род ежовиковых грибов порядка Телефоровых (Thelephorales).

## Морфология
Плодовые тела шляпконожечные, с шиповатым гименофором.

## Представители
- Hydnellum aurantiacum — Гиднеллум оранжевый
- Hydnellum auratile — Гиднеллум золотистый
- Hydnellum caeruleum — Гиднеллум голубой
- Hydnellum chrysinum
- Hydnellum coalitum
- Hydnellum compactum
- Hydnellum complicatum
- Hydnellum concrescens — Гиднеллум полосатый, или Ежовик полосатый[1]
- Hydnellum cristatum
- Hydnellum cruentum
- Hydnellum crustulinum
- Hydnellum cumulatum
- Hydnellum cyanodon
- Hydnellum cyanopodium
- Hydnellum earlianum
- Hydnellum ferrugineum — Гиднеллум ржавчинный[2]
- Hydnellum fraudulentum
- Hydnellum frondosum
- Hydnellum geogenium — Гиднеллум землеродный[3]
- Hydnellum gracilipes
- Hydnellum mirabile
- Hydnellum multiceps
- Hydnellum nigellum
- Hydnellum papuanum
- Hydnellum peckii — Гиднеллум Пека
- Hydnellum regium
- Hydnellum scleropodium
- Hydnellum scrobiculatum — Гиднеллум ямчатый[4]
- Hydnellum septentrionale
- Hydnellum singeri
- Hydnellum spongiosipes
- Hydnellum staurastrum
- Hydnellum suaveolens — Гиднеллум пахучий, или Гиднеллум душистый[5]
- Hydnellum subzonatum
- Hydnellum tardum

## Изображения

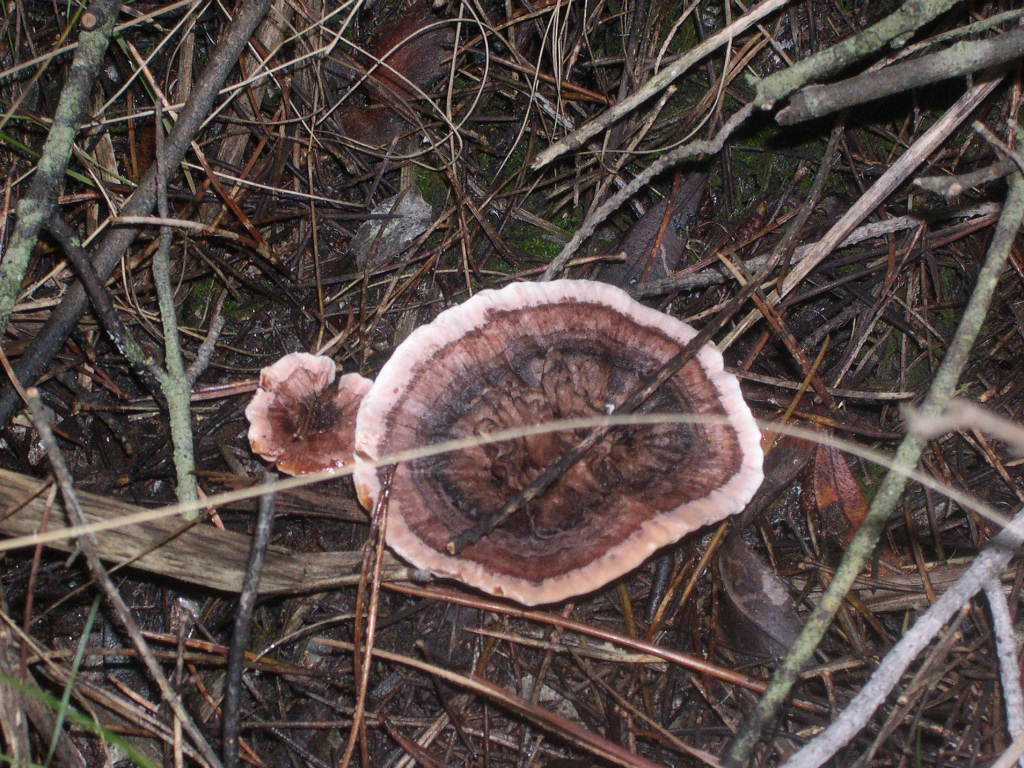
Hydnellum concrescens
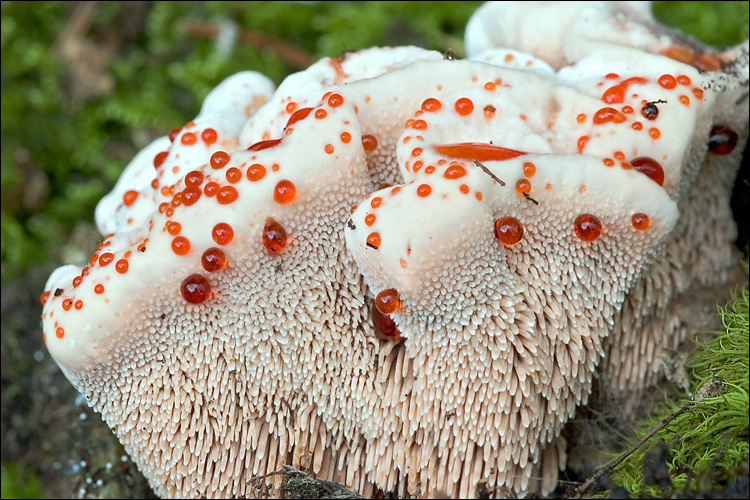
Hydnellum ferrugineum